# Bivingen
Bivingen (luxemburgisch Béiwengⓘ) ist eine Ortschaft in der Gemeinde Roeser. Bivingen hat 958 Einwohner und liegt im Luxemburger Kanton Esch an der Alzette.
Bivingen ist der Geburtsort des Fotografen Edward Steichen.

## Galerie

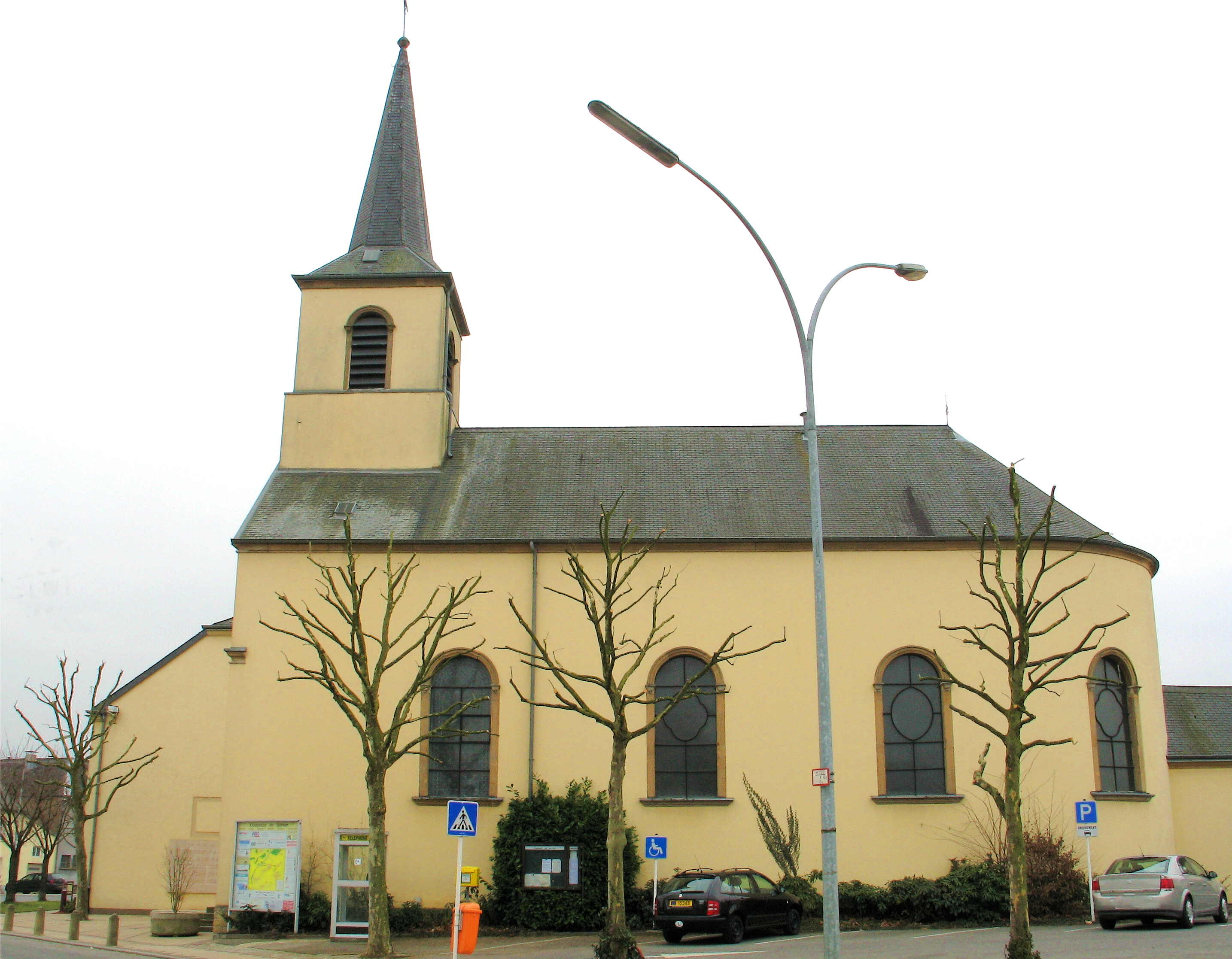
Kirche
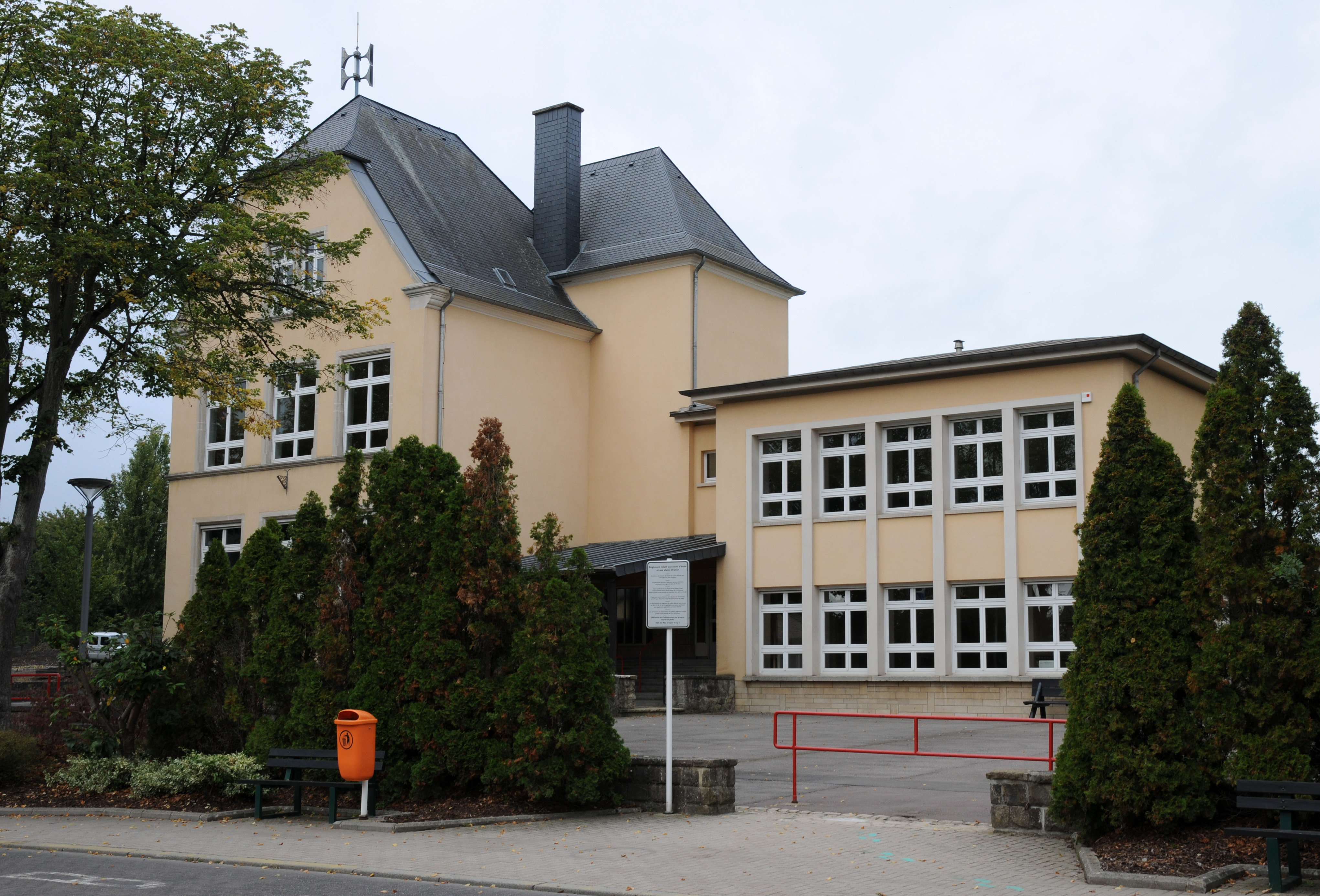
Schule
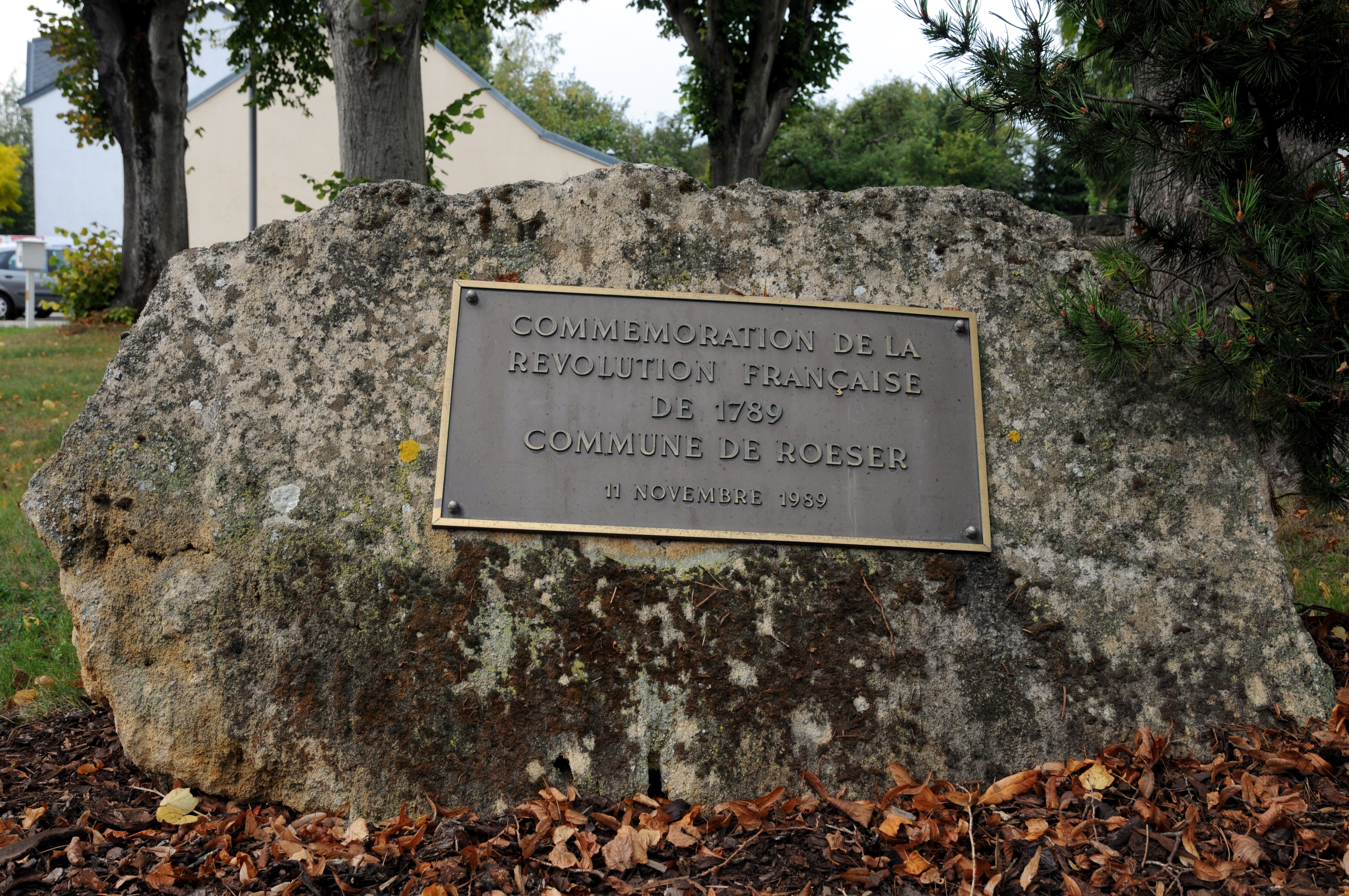
Französischen Revolution Monument
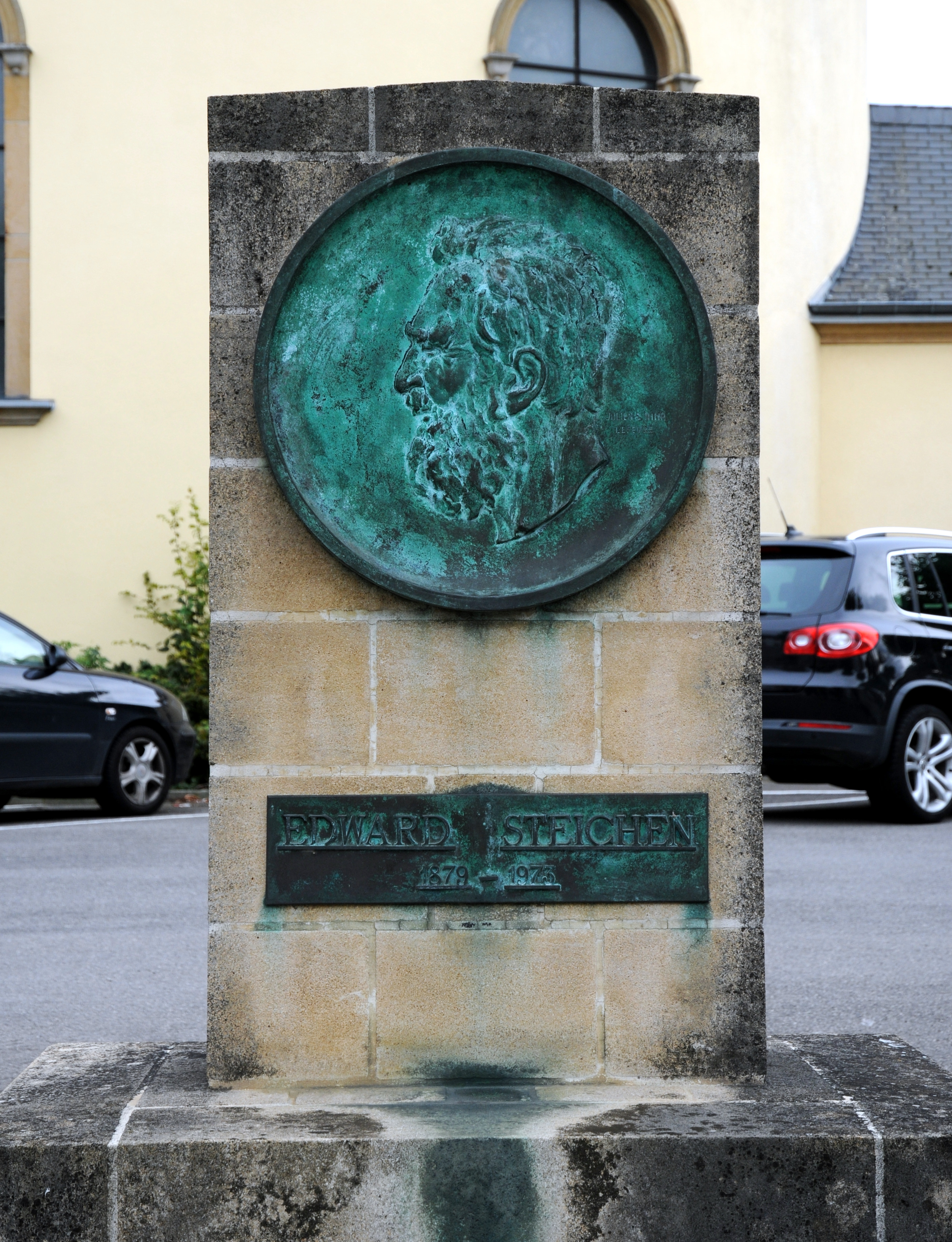
Edward Steichen Monument